# Metura elongatus
Metura elongatus es una polilla de la familia Psychidae. Se conoce de la mitad oriental de Australia, incluida Tasmania.
La envergadura es de unos 30 mm para los machos. Los machos adultos tienen alas negras, una cabeza peluda anaranjada y un abdomen con bandas negras y anaranjadas. Las hembras adultas no tienen alas y permanecen en el saco de las larvas. Son de color blanco con la cabeza marrón y alcanzan una longitud de unos 30 mm.
Las larvas se alimentan de una amplia gama de plantas, incluidas Conyza bonariensis, Cupressus, Epacris, Dianella brevipedunculata, Acacia dealbata, Eucalyptus, Pinus y especies de Cotoneaster. Crean un refugio sedoso, que inicialmente se cubre con trozos de hojas, pero luego también con ramitas cortas. Viven y pupan dentro de este refugio. Cuando se ven amenazados, sellan temporalmente la abertura frontal del saco hasta que el peligro haya pasado.

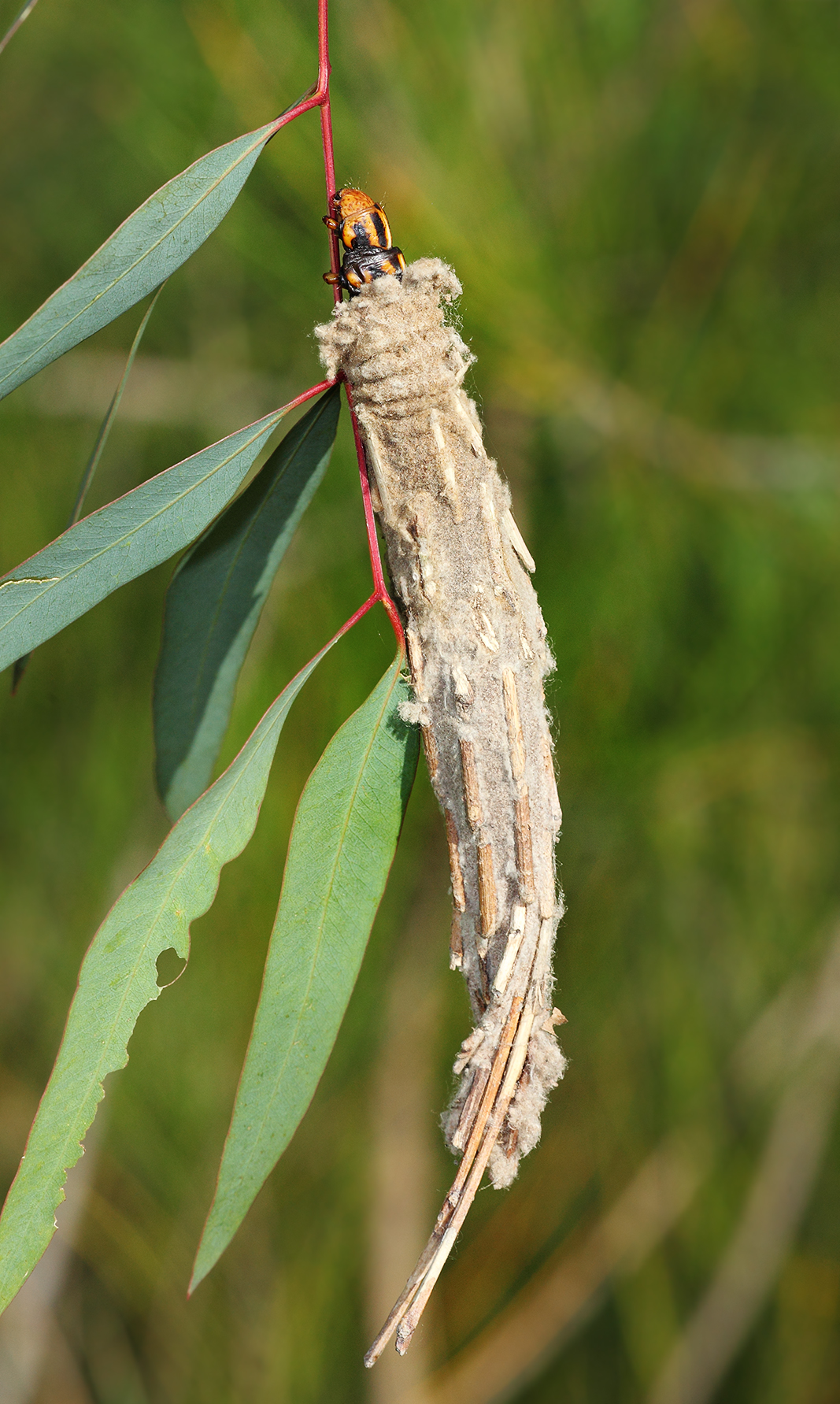
Larva que se extiende desde la envoltura para la locomoción.
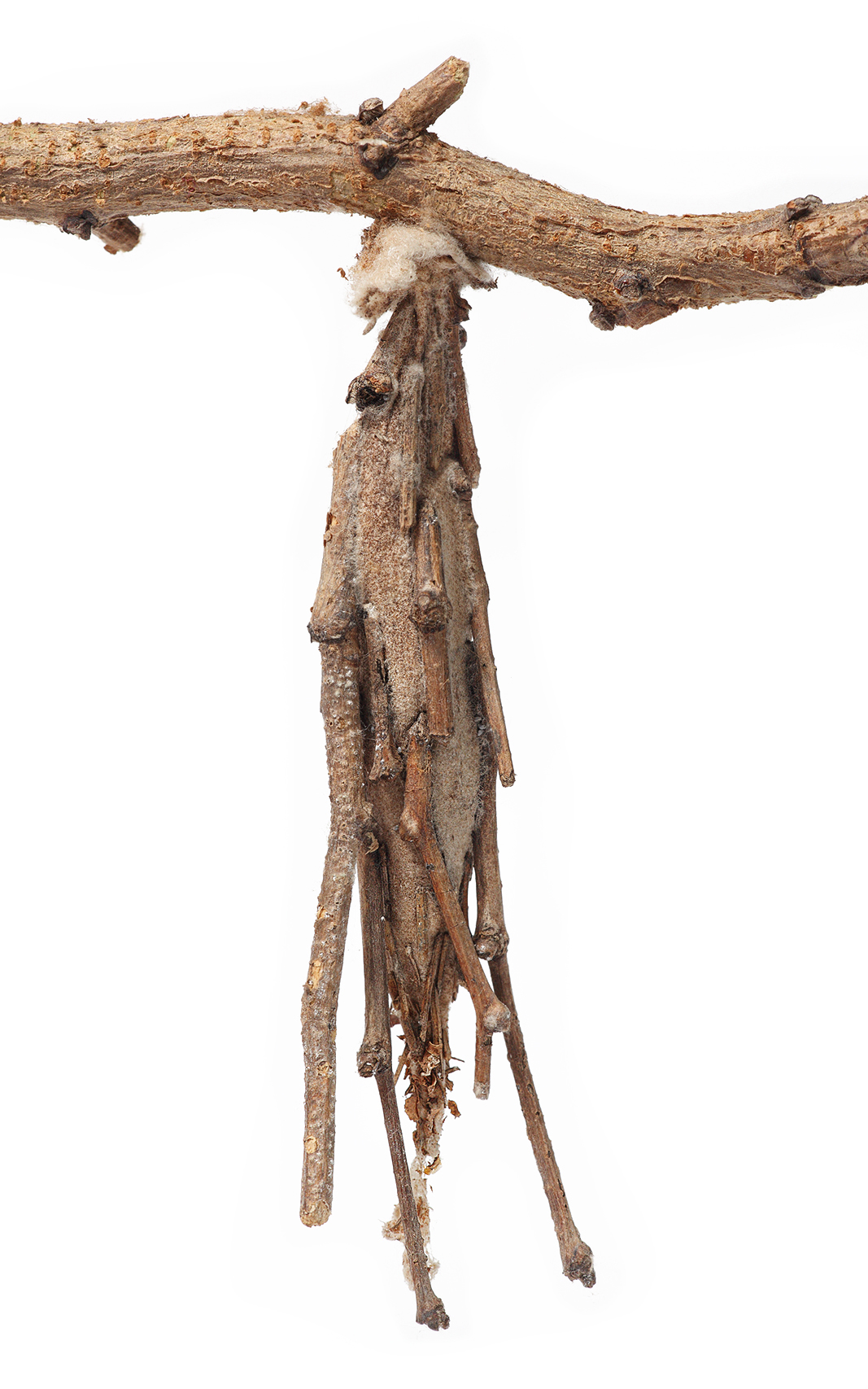
La envoltura
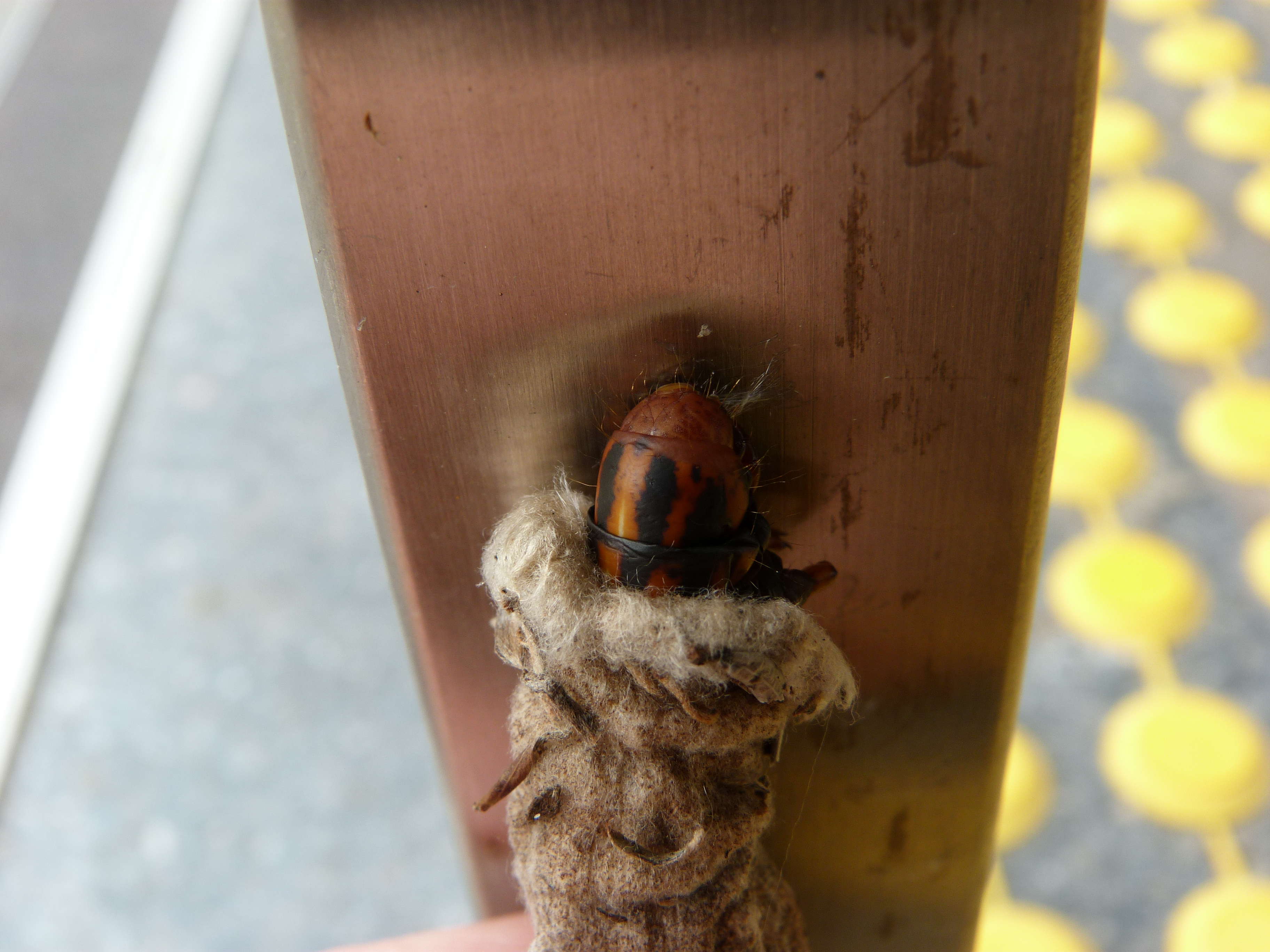
Larva en la envoltura